# Grandfresnoy
Grandfresnoy é uma comuna francesa na região administrativa de Altos da França, no departamento de Oise. Estende-se por uma área de 10,57 km². Em 2010 a comuna tinha 1 842 habitantes (densidade: 174,3 hab./km²).